# Stylurus endicotti
Stylurus endicotti är en trollsländeart som först beskrevs av James George Needham 1930.  Stylurus endicotti ingår i släktet Stylurus och familjen flodtrollsländor. IUCN kategoriserar arten globalt som otillräckligt studerad. Inga underarter finns listade i Catalogue of Life.